# Aloconota gregaria
Aloconota gregaria är en skalbaggsart som först beskrevs av Wilhelm Ferdinand Erichson 1839.  Aloconota gregaria ingår i släktet Aloconota, och familjen kortvingar. Arten är reproducerande i Sverige.